# Voorschoterlaan (métro de Rotterdam)
Voorschoterlaan est une station de la section commune aux lignes A, B et C du métro de Rotterdam. Elle est située sous la Voorschoterlaan dans le quartier Kralingen (nl) au sein de l'arrondissement Kralingen-Crooswijk à Rotterdam aux Pays-Bas.
Mise en service en 1982, elle est desservie par les rames des lignes A, B et C du métro.

## Situation sur le réseau

Plan du métro.

Établie en souterrain, Voorschoterlaan, est une station de passage de la section commune entre la ligne A, la ligne B et la ligne C du métro de Rotterdam. Elle est située : entre la station Kralingse Zoom, sur la section commune (A+B+C), en direction du terminus nord de la ligne A Binnenhof, ou du terminus nord de la ligne B Nesselande ou du terminus nord de la ligne C De Terp; et la station de la section commune A+B+C Gerdesiaweg, en direction : du terminus sud-ouest de la ligne A Vlaardingen-West, ou terminus sud-ouest de la ligne B Hoek van Holland-Haven, ou du terminus sud de la ligne C De Akkers,,.
Elle comporte deux voies encadrées par deux quais latéraux.

## Histoire
La station Voorschoterlaan est mise en service le 10 mai 1982, lors de l'ouverture à l'exploitation de la section de Coolhaven à Capelsebrug, d'une ligne que l'on dénomme alors la ligne Est-Ouest (nl).
Les lignes du métro sont renommées, en décembre 2009, selon la dénomination toujours en vigueur : A, B et C.

## Services aux voyageurs

### Accès et accueil
Le hall de la station compte deux accès, la Voorschoterlaan et la Vredehofstraat. Elle est équipée d'automates pour l'achat ou la recharge de titres de transports. La station, qui dispose d'un ascenseur, est accessible aux personnes à la mobilité réduite.

### Desserte
Voorschoterlaan est desservie par les rames des lignes A, B et C du métro.

Installations et desserte
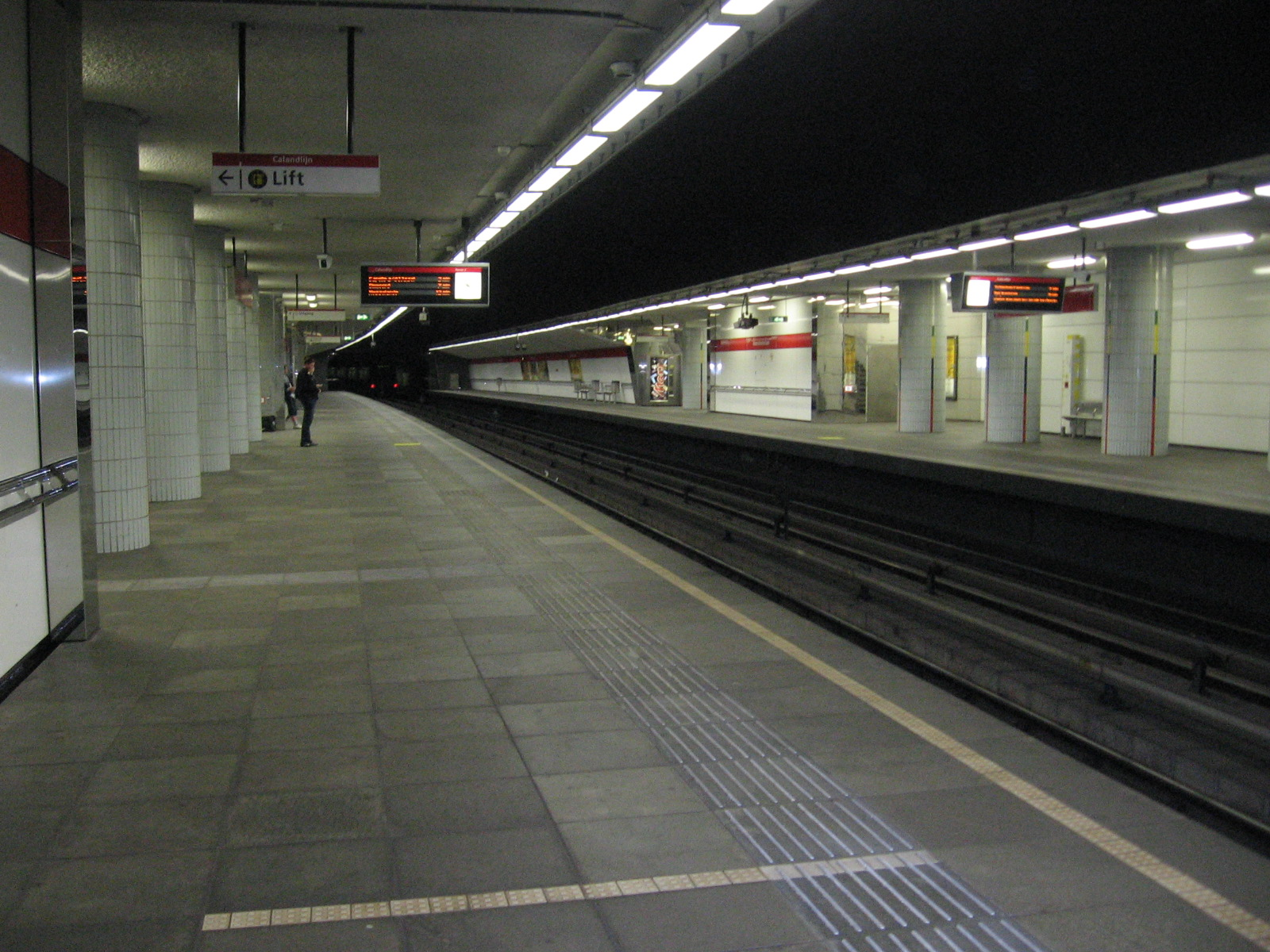
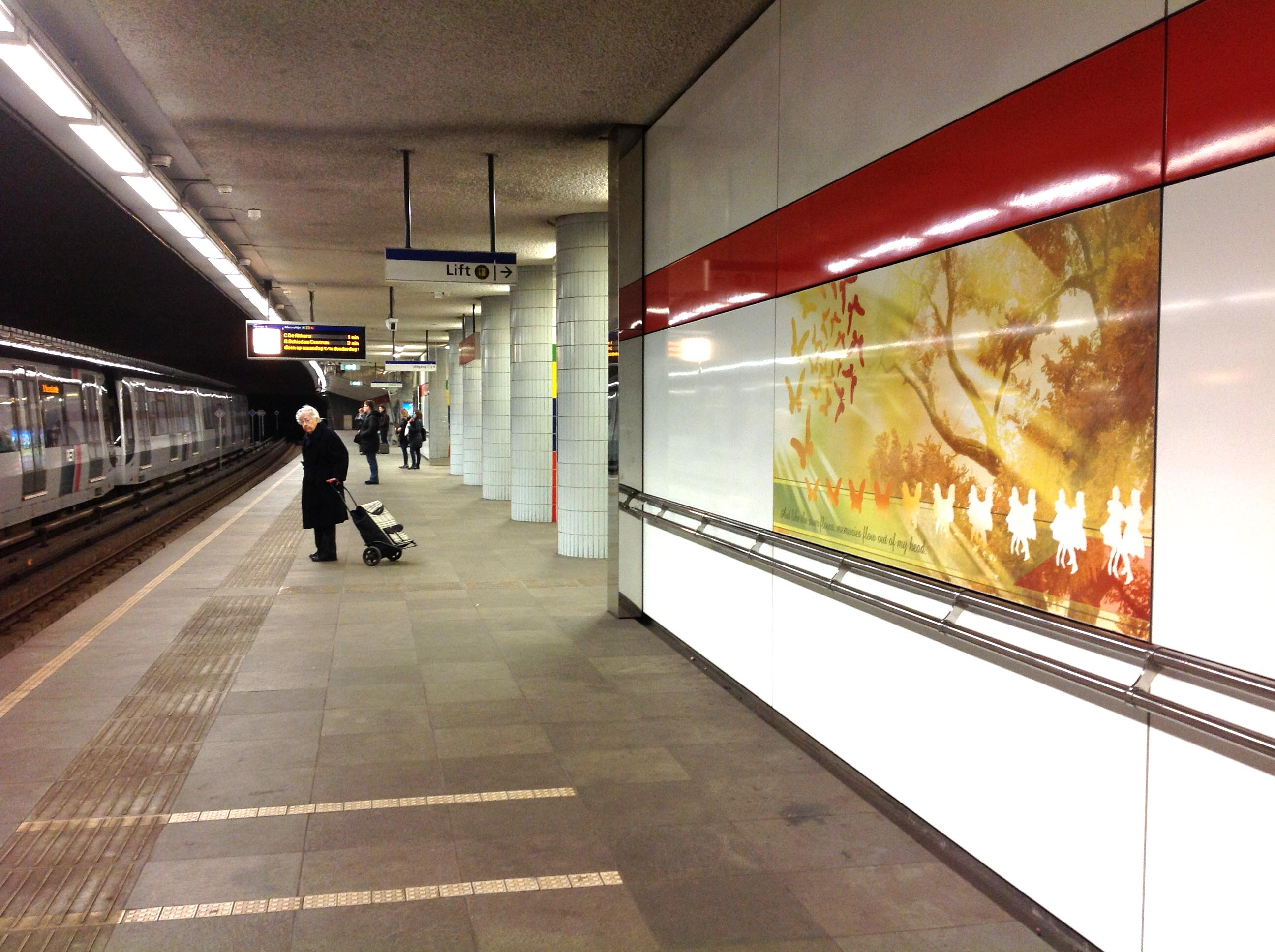

### Intermodalité
La station Voorschoterlaan est desservie par : un arrêt de la ligne 7 du tramway de Rotterdam ; un arrêt du bus de nuit BOB B5 ; et d'un point de covoiturage Greenwheels.

## Art dans la station
La façade de la Kralingsche Sociëteit (« Société cralingoise ») avec la devise L'union fait la force, de l'architecte rotterdamois Jan Verheul (nl), qui fut démolie pour permettre la construction du métro, a été cimentée dans le mur du hall principal avec des arches de briques colorées glacées avec une gracieuse lettrage de style art nouveau indiquant les textes « Eendragt maakt magt » (« L'union fait la force » dans l'ancienne orthographe en néerlandais) et « Anno 1903 ».
En 2003], les murs du hall de la station et les quais ont été enrichies avec de nouvelles œuvres d'art, comprenant des photographies numériquement retouchées sur les rues feuillues du quartier Kralingen (nl).

Œuvres d'art
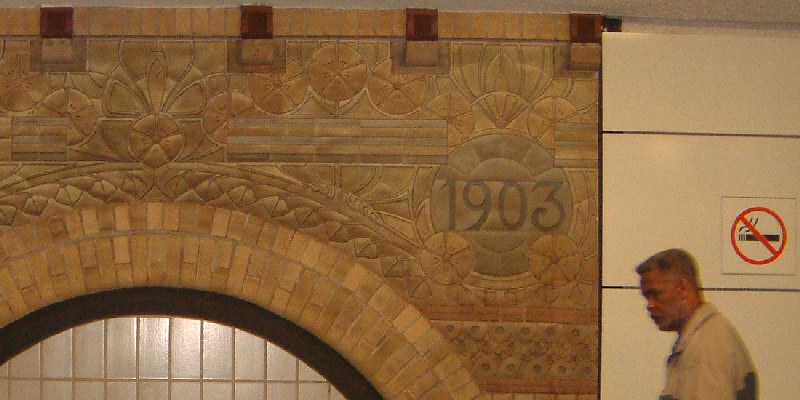
Une partie de la façade de la Kralingsche Sociëteit.
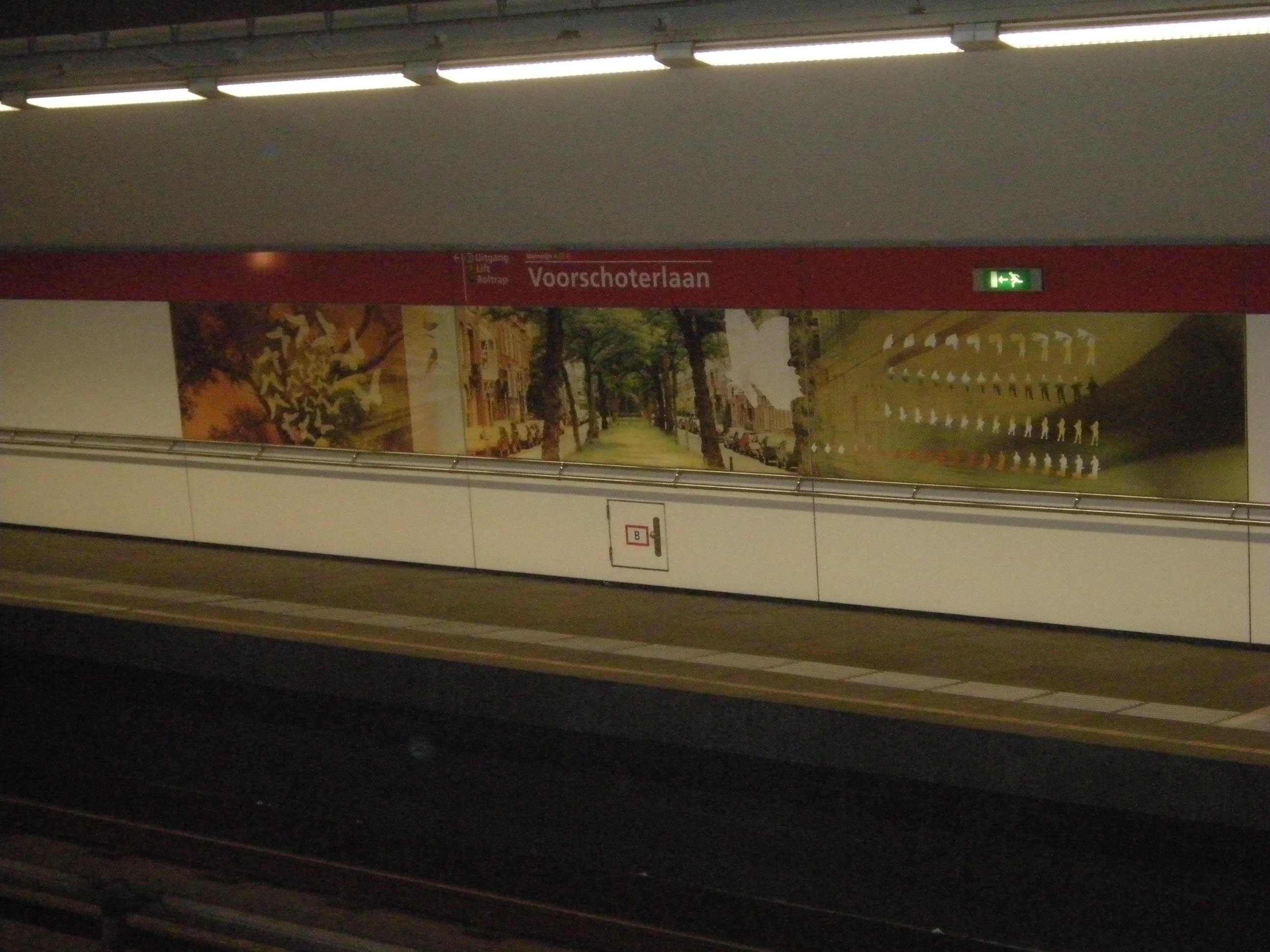
Les images retouchées à Voorschoterlaan.
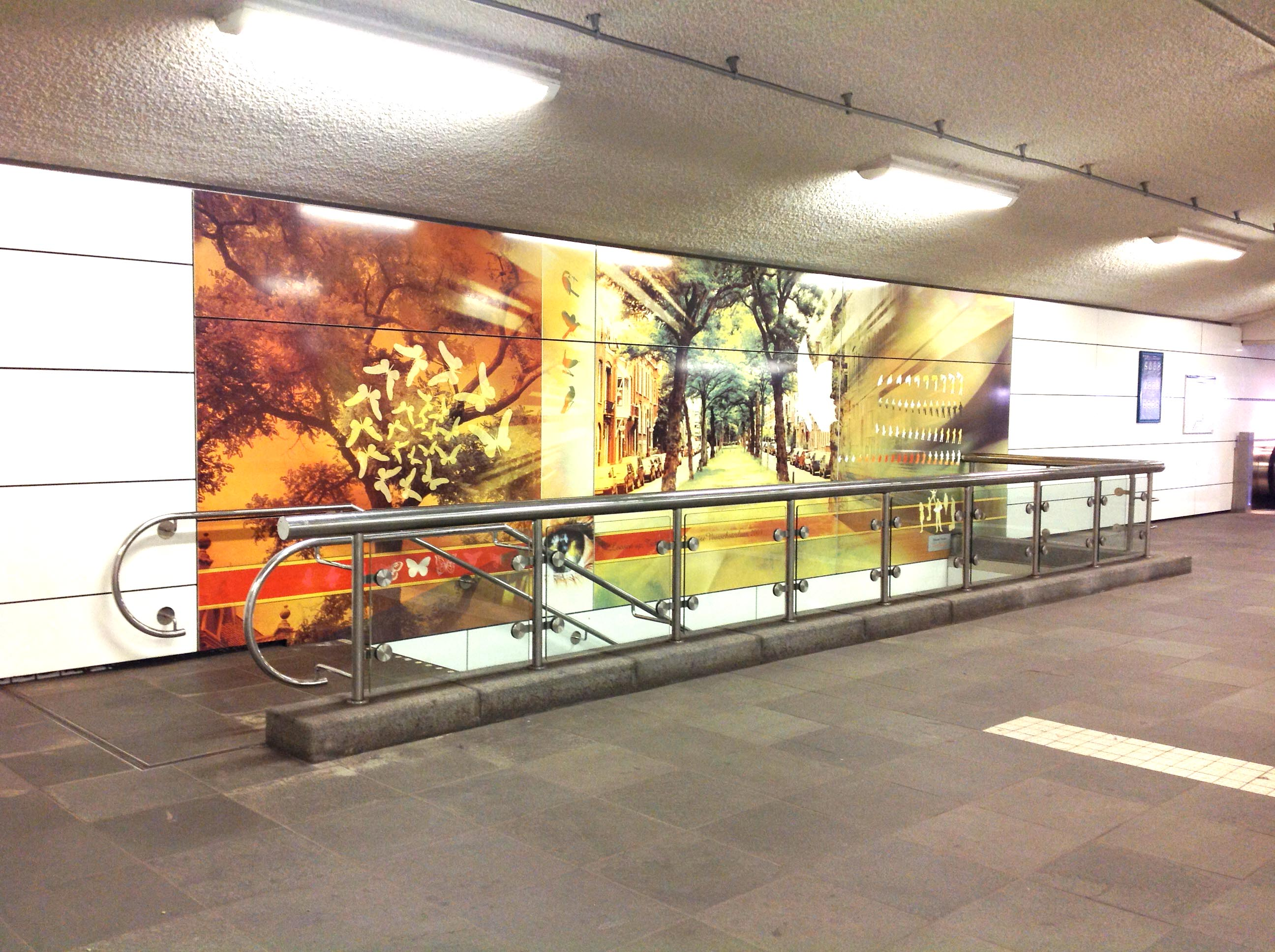
L'œuvre d'art dans le hall central de la station.